# 安普弗拉赫河
49°10′36.44″N 10°15′31.73″E / 49.1767889°N 10.2588139°E

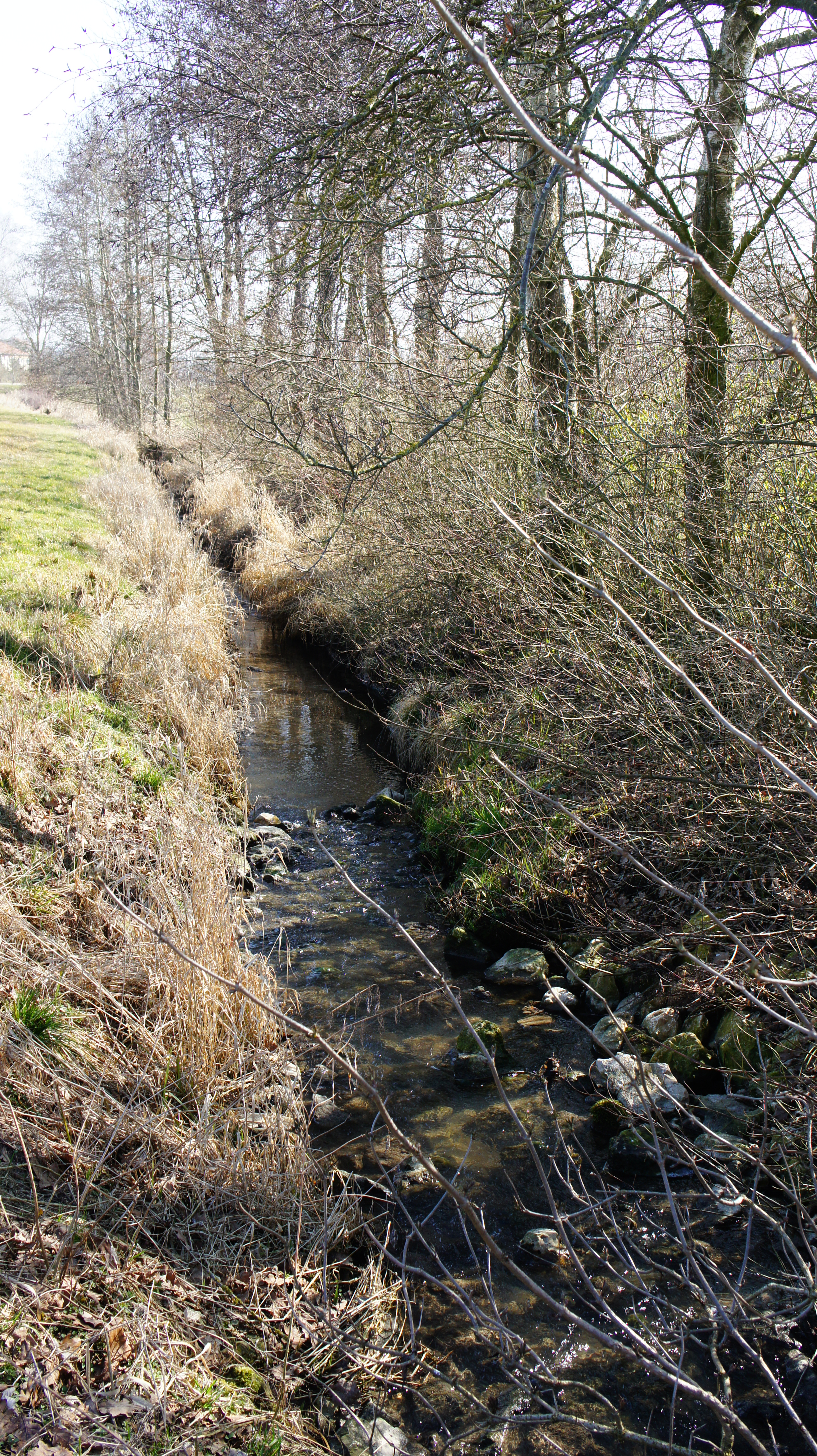
安普弗拉赫河

安普弗拉赫河（德語：Ampfrach），是德國的河流，位於該國東南部，由巴伐利亞負責管轄，屬於沃爾尼茨河的右支流，河道全長10.5公里，流域面積30.6平方公里，河口處在福伊希特旺根。